# Rysslands patrioter
Rysslands patrioter (ryska: Патриоты России/Patrioty Rossii) är ett socialistiskt och patriotiskt politiskt parti i Ryssland. Partiet är uttalat antiamerikanskt och NATO-motståndare.
Partiet bildades i april av 2005 av Gennadij Semigin efter att han uteslutits ur Ryska federationens kommunistiska parti efter en maktkamp med Gennadij Ziuganov.
Rysslands patrioter stödde under 2006 Rodina-falangen i ryska Statsduman. I parlamentsvalet 2007 fick partiet 615 417 röster (0,89 procent). I valet 2011 fick partiet i princip oförändrat stöd, 639 119 röster (0,97 procent) vilket var långt ifrån småpartispärren på sju procent.